# Cunégonde de Luxembourg
Pour les articles homonymes, voir Sainte Cunégonde.
Sainte Cunégonde, née vers 975 au château de Gleiberg près de Gießen et morte le 3 mars 1033 à l'abbaye de Kaufungen, est une princesse de la maison de Luxembourg, fille du comte Sigefroid et de son épouse Hedwige. Elle fut reine de Germanie, duchesse de Bavière puis impératrice du Saint-Empire, comme épouse de l'empereur Henri II dit le Saint ou le Boiteux, avec lequel elle co-règne (ce que les chroniques de l’époque signalent). Elle est commémorée le 3 mars selon le Martyrologe romain.

## Biographie
Elle est la fille du comte Sigefroid, comte de Luxembourg (922-15 août 998) et d'Hedwige (vers 935-992), fille d'Eberhard IV, comte du Nordgau.
Profitant du statut de Cunégonde, ses frères et autres proches parents outrepassèrent souvent leurs droits en Haute-Lorraine : usurpation de l'évêché de Metz, accaparement de terres et même capture du duc Thierry Ier de Lorraine. Malgré deux sièges de Metz, entre 1009 et 1013, Henri II mit difficilement fin à ces abus.
En 1025, un an après la mort de son époux, elle se retira  dans le monastère de bénédictines qu'elle avait fondée à Kaufungen  en Allemagne (Hesse). Elle mourut en 1033 (ou en 1039), et fut inhumée dans la cathédrale de Bamberg au côté de son époux, Henri II.
Sa couronne, réalisée à Metz vers 1020, est conservée à la Résidence de Munich.
Selon une légende tardive, sans doute inspirée par les problèmes de stérilité du couple, elle n'aurait jamais consommé son mariage  et se serait soumise avec succès au jugement de Dieu consistant à marcher les pieds nus sur douze socs de charrue chauffés à blanc, pour se laver de soupçons d'infidélité. Depuis, elle est invoquée par les personnes qui souhaitent préserver leur chasteté. Elle a été canonisée le 29 mars 1200 par le pape Innocent III.
Elle est, avec saint Willibrord et la Vierge Marie, patronne du Luxembourg.

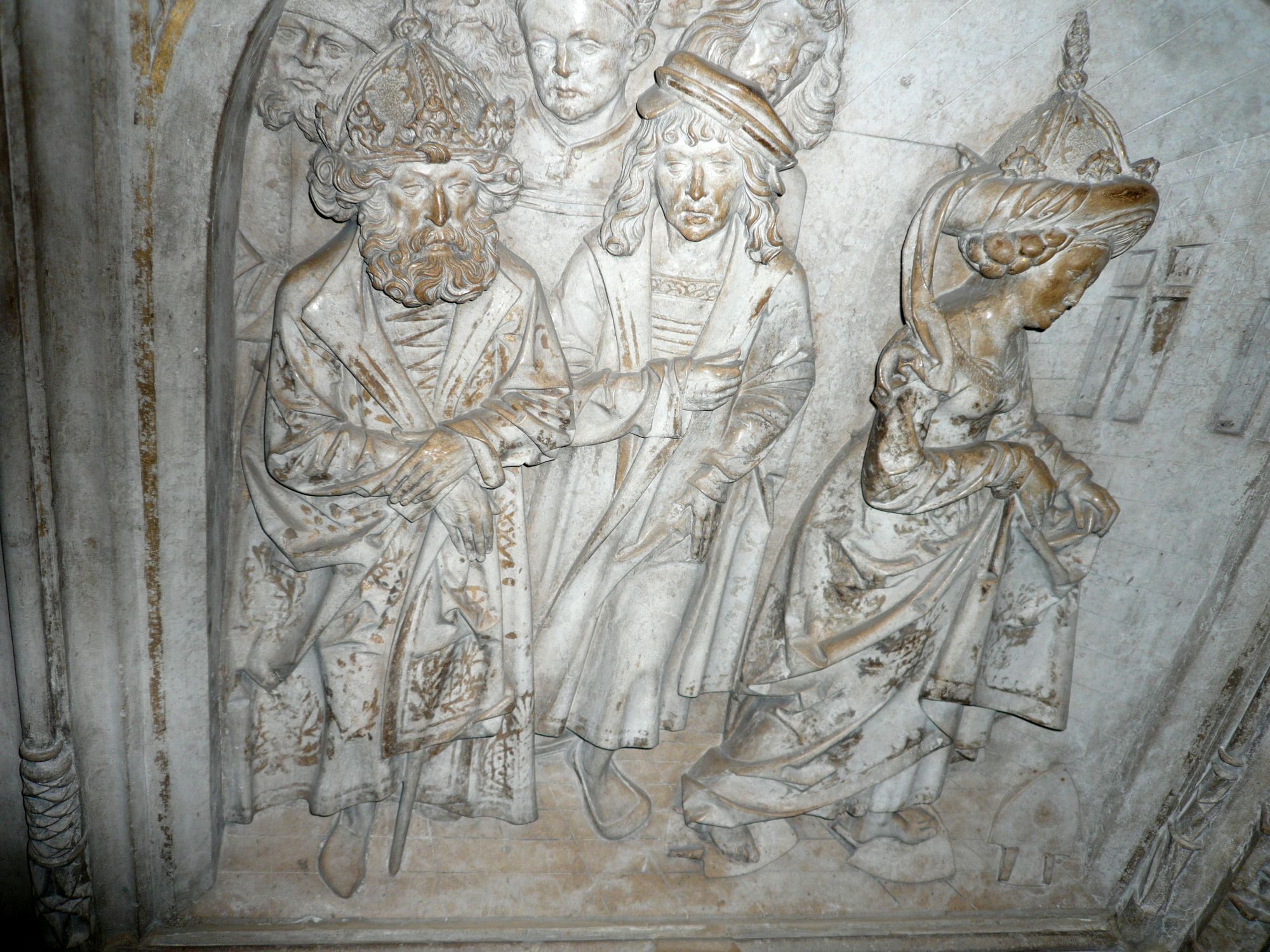
Bas-relief sur la tombe de sainte Cunégonde à la cathédrale de Bamberg, la représentant se soumettant au jugement de Dieu.
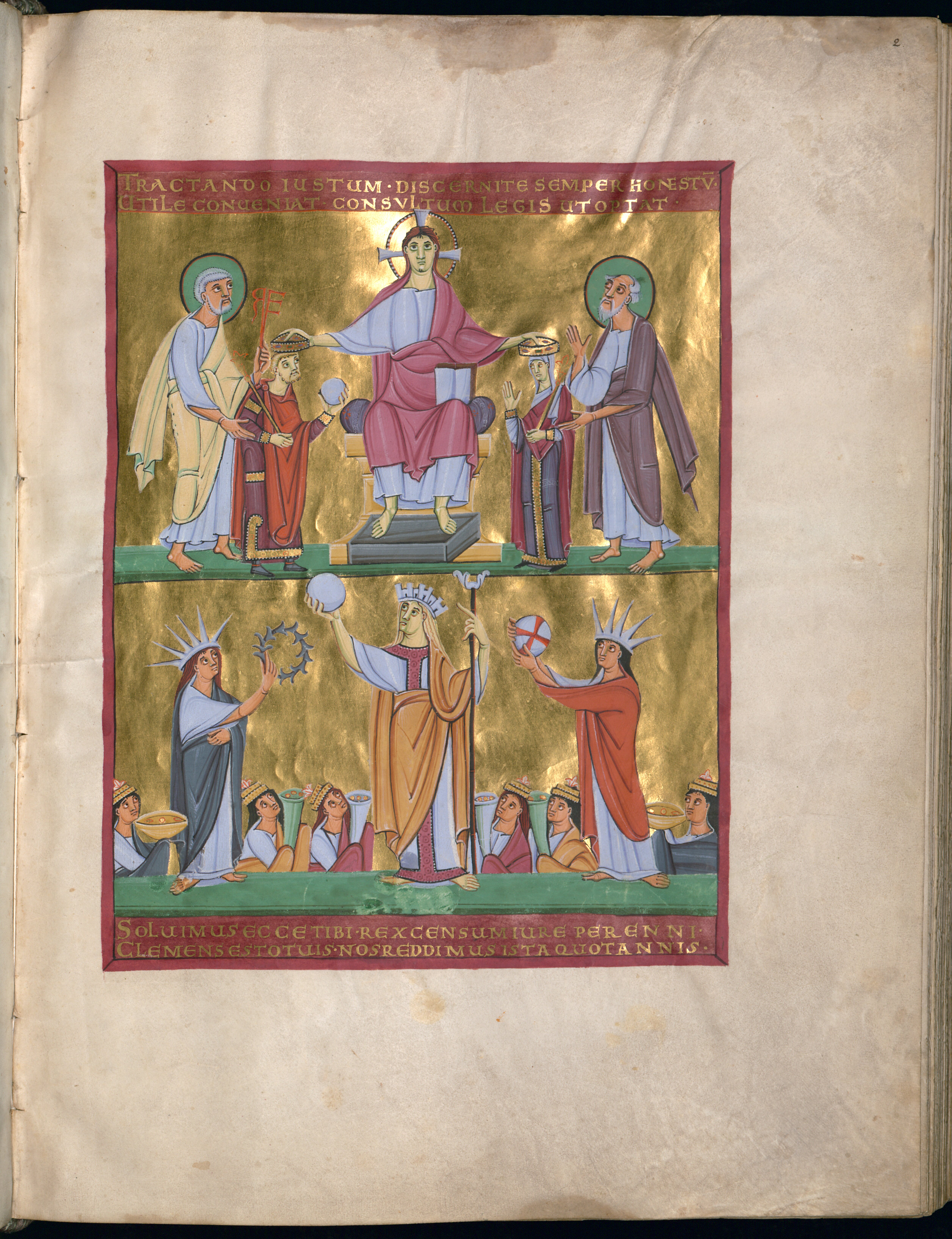
Saint Henri et sainte Cunégonde couronnés par le Christ (en haut), miniature du Livre des Péricopes d'Henri II.